# Vescia (città)
Vescia fu un'antica città latina fondata dal popolo degli Aurunci.
La città, insieme ad Ausona, Minturnae, Suessa e Sinuessa, formava la cosiddetta Pentapoli aurunca. Venne distrutta durante la seconda guerra sannitica nel 314 a.C.
Il suo nome sembra derivare dalla lingua osca, più precisamente da una radice indoeuropea *(u)es avente il significato fondamentale di "abitare", analogamente a Vescellium (situata nel territorio dei Sanniti Hirpini) e ad altri toponimi più o meno simili attestati in Hispania.
Il suo centro fortificato doveva collocarsi sulla sponda sinistra del fiume Garigliano, tra gli attuali comuni di Cellole e di Sessa Aurunca (in provincia di Caserta), oppure tra Castelforte e Santi Cosma e Damiano (in provincia di Latina) dove sono stati trovati dei resti di mura risalenti all'epoca pre-romana.
Vescia, secondo alcune fonti, sorgeva sul monte Massico, tra le località di Castellone, Costa a sole, Molara, Montepizzuto e Canal grande, dove ancora oggi si possono osservare antichi ruderi. Tutte queste rovine, molto danneggiate dal trascorrere del tempo, non sono mai state oggetto di interesse da parte delle soprintendenze locali.
Nella zona di Campo Chiano, sepolta dalla vegetazione, si trova una vasta pavimentazione fatta a mosaico e pezzi di colonne in marmo, mentre sulla destra del Canal grande, mentre si effettuavano lavori di scavo, vennero alla luce in alcuni tratti pezzi di un acquedotto sotterraneo di epoca pre-romana. Sulla punta del Monte Pizzuto c'è una cisterna antica dove le acque raccolte defluivano forse a tutta la città di Vescia, per mezzo di piccoli acquedotti sotterranei alcuni sono visibili ancora oggi. Sul lato est, a poche decine di metri, si trovano mura costruite con pietre di grandi dimensioni che fanno supporre che il sito fosse dotato di mura megalitiche e la tradizione orale riporta di ritrovamenti di reperti durante una manutenzione stradale. Molte testimonianze fotografiche, tra cui quelle delle mura megalitiche, di colonne di marmo, di pavimentazioni a mosaici, di piccoli forni ecc. risalenti all'epoca pre-romana, sono riprodotte nel libro di don Ernesto Albanese, edito dalla tipografia Caramanica di Marina di Minturno, "Piedimonte in fotografia". 
A Castelforte sono state invece trovate due iscrizioni latine che fanno riferimento a Vescia: la prima, databile al 211-212 d.C., è un voto al "Genio Aquarum Vescinarum" (cioè al genio delle acque termali di Suio, frazione di Castelforte) perché favorisca la vittoria ed il ritorno dei due figli di Settimio Severo, Antonino (Caracalla) e Geta, impegnati nella guerra di Britannia; la seconda menziona il Pagus Vescinus che contribuì alla costruzione di un teatro. A Minturnae (città pre-romana e romana in territorio del comune di Minturno, presso la sponda destra della foce del Garigliano) è stata ritrovata una terza iscrizione in cui si ricorda che Settimio Severo sua pecunia fece lastricare la strada che da Minturnae conduceva alle Acque Vescine (coincidente attuale Suio Terme). Le ultime due iscrizioni menzionate sono ora visibili presso il museo del Comprensorio archeologico di Minturnae; della prima, invece, ne dà notizia il Giglioli nella rivista Ausonia agli inizi del Novecento. Tali documenti lasciano supporre, quindi, che Vescia potesse sorgere in realtà sulla sponda destra del Garigliano, nel territorio dell'attuale comune di Castelforte.